# (1061) Paeonia
(1061) Paeonia és un asteroide pertanyent al cinturó d'asteroides descobert per Karl Wilhelm Reinmuth el 10 d'octubre de 1925 des de l'observatori de Heidelberg-Königstuhl, Alemanya.
Paeonia va rebre al principi la designació de 1925 TB. Posteriorment es va anomenar per les peònies, un gènere de plantes de la família de les peoniàcies.
Paeonia orbita a una distància mitjana del Sol de 3,13 ua, podent allunyar-se'n fins a 3,786 ua i acostar-s'hi fins a 2,475 ua. La seva excentricitat és 0,2095 i la inclinació orbital 2,498°. Empra 2023 dies a completar una òrbita al voltant del Sol.